# 코리에레 델라 세라

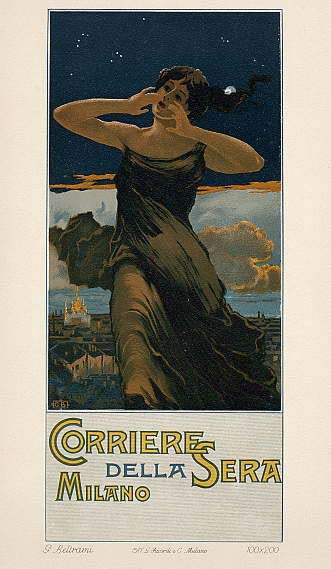

코리에레 델라 세라(이탈리아어: Corriere della Sera)는 이탈리아 밀라노에서 발행되는 일간신문이다. 이탈리아에서 가장 발행 부수가 많은 신문이다.
1876년 3월 5일 창간되었고, 1910년대와 1920년대를 거치면서 이탈리아에서 가장 널리 읽히는 신문으로 자리잡았다. 세라는 저녁이라는 뜻으로, 본래 석간이었으나 후에 이름과 달리 조간으로 전환되었다. 이탈리아에서 발행 부수가 가장 많고 영향력이 큰 신문으로 알려져 있다. 경쟁지로는 토리노의 스탐파, 로마의 레푸블리카 등이 있다.